# Паро (город)

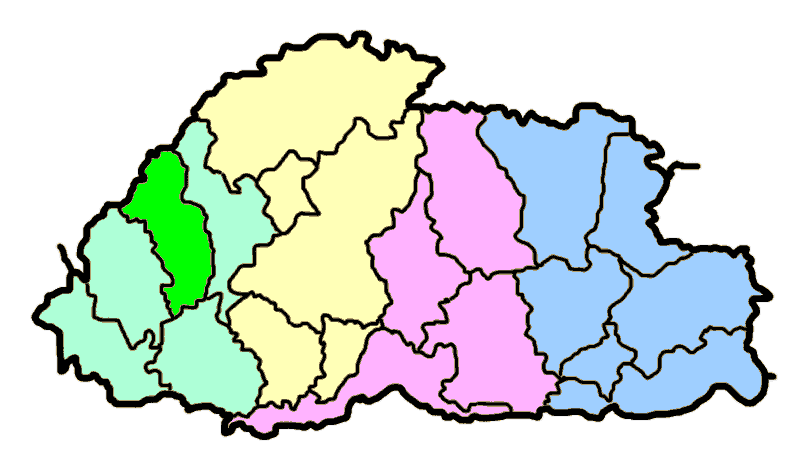
Местоположение округа Паро (зелёный).

Паро (дзонг-кэ སྤ་རོ་, вайли spa ro) — город на западе Бутана с населением 15 000 жителей, расположен на высоте 2400 м. Паро является административным центром округа (дзонгхага) Паро, находится в долине Паро.

## История
С XVII века бутанцы стали укрепляться, опасаясь нападений из Тибета. Паро при этом играло очень важную роль, так как через Паро проходит единственный удобный путь на Тибет через долину Чумби в Сиккиме. Город Паро являлся столицей исторической провинции Паро.
Правитель Паро активно участвовал в борьбе за власть в Бутане в конце XIX века. Однако власть приобрел Угьен Вангчук, который воспользовался поддержкой англичан. Ему удалось объединить страну, и в 1907 году в Пунакха он объявил себя первым королём Бутана.

## Экономика и транспорт

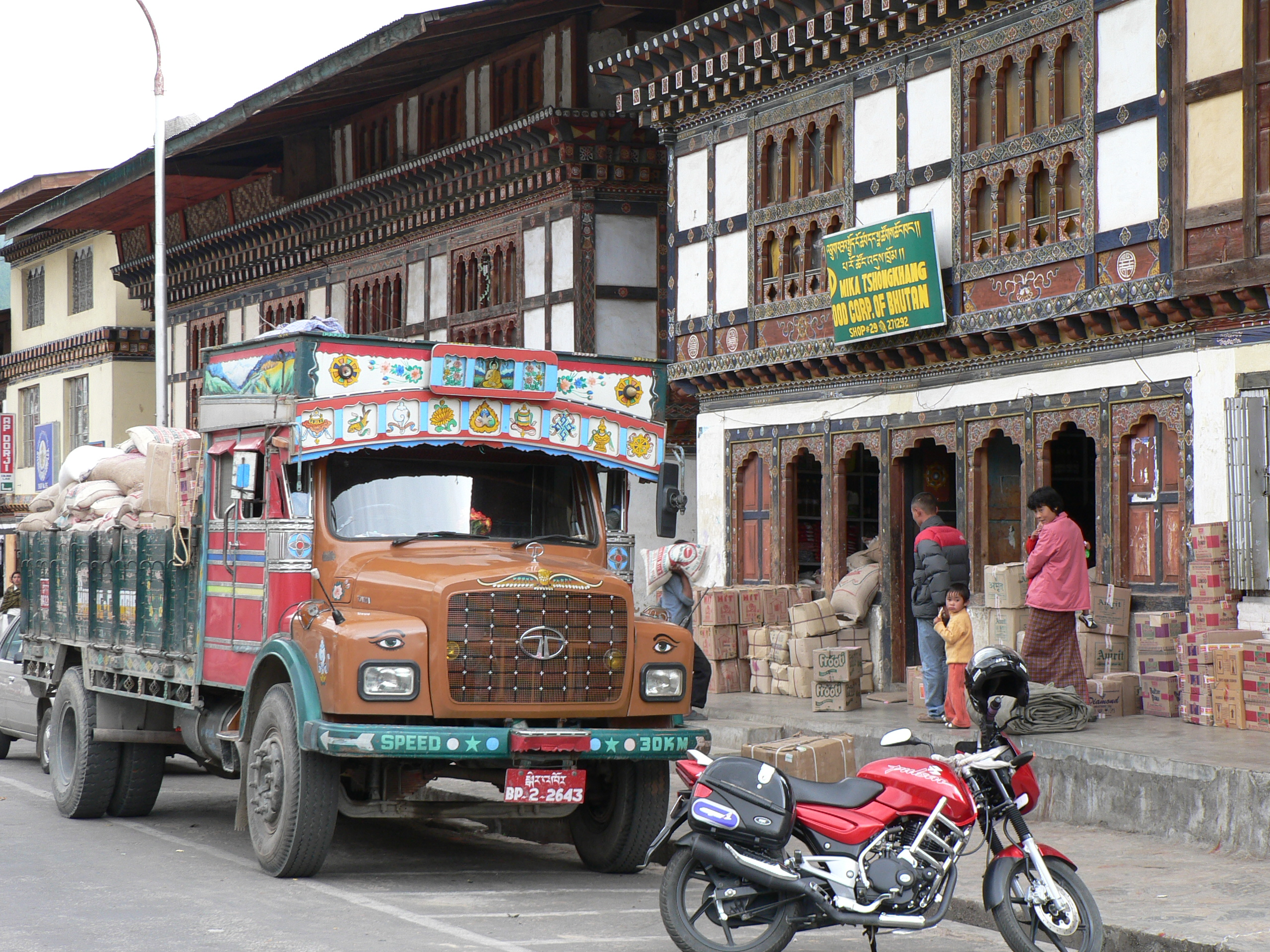
Улица в Паро.

Ещё в 1958 году премьер-министр Индии Джавахарлал Неру со своей дочерью Индирой Ганди ездил в Паро из Сиккима на яках. Со строительством первой автодороги между пограничным городом Пхунчолингом и Тхимпху с ответвлением на Паро в шестидесятые годы караванный транспорт сменился перевозкой грузов по автодороге.
В долине Паро находится один из двух аэропортов страны — аэропорт Паро, входящий в десятку самых опасных аэропортов мира.
В долине Паро интенсивно выращивается рис, яблоки и картофель.

## Туризм
Максимальное число туристов прилетают в Паро во время ежегодных монастырских праздников (цечу), тогда число гостей составляет несколько сотен.

## Достопримечательности Паро и окрестностей

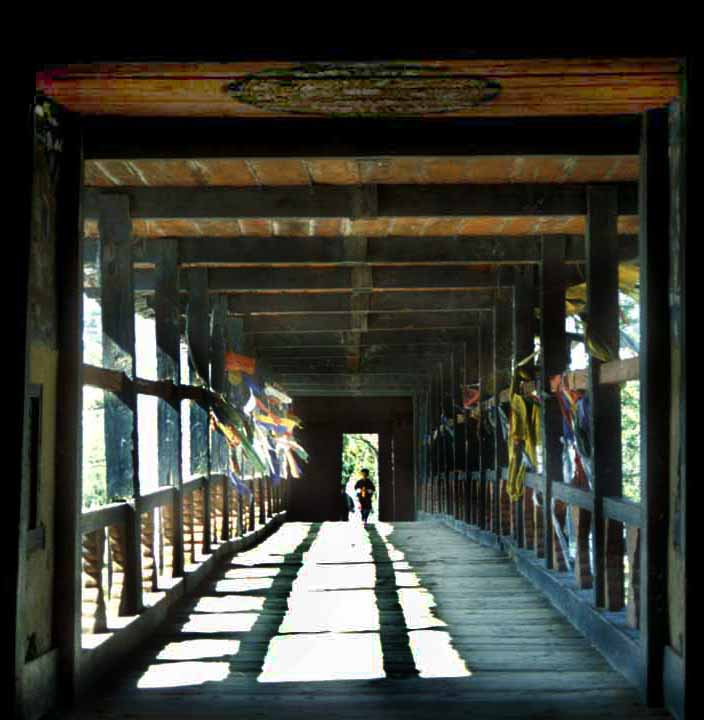
Мост через реку в Паро.

- Буддийский храм Дунце-лакханг XV века;
- Крепость Друкгьял-дзонг (в руинах);
- Буддийский храм Кьичу-лакханг, построенный в VII веке царём Тибета Сонгцэн Гампо одновременно с храмом Джамбей-лакханг в Бумтанге;
- Национальный музей Бутана (в крепости Та-дзонг);
- Крепость Ринпунг-дзонг XVII века;
- Монастырь Такцанг-лакханг («Гнездо тигрицы») в пещере, где останавливался Падмасамбхава в IX веке;
- Традиционные крестьянские дома.

## Галерея

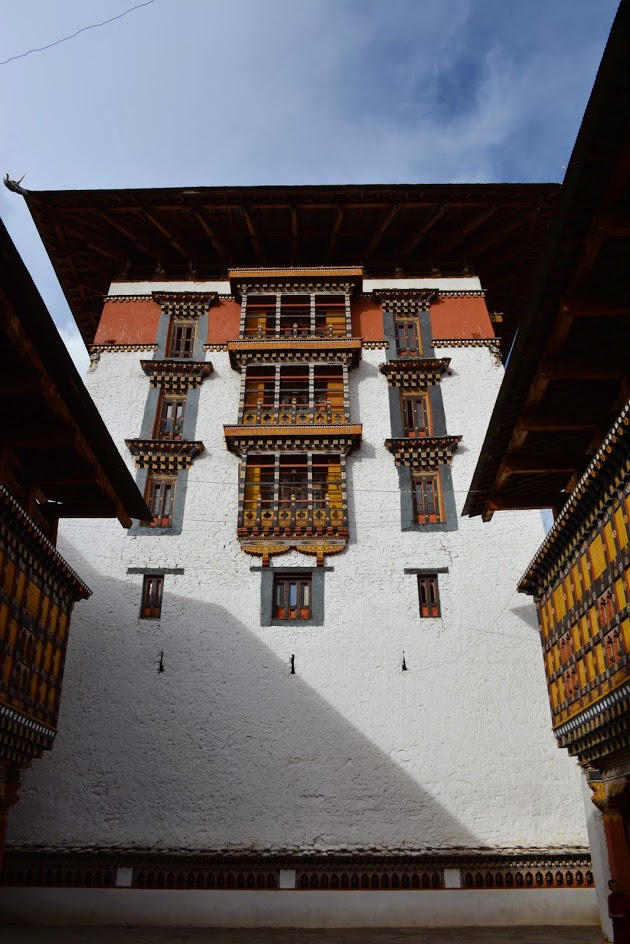
Главная башня крепости Ринпунг Дзонг
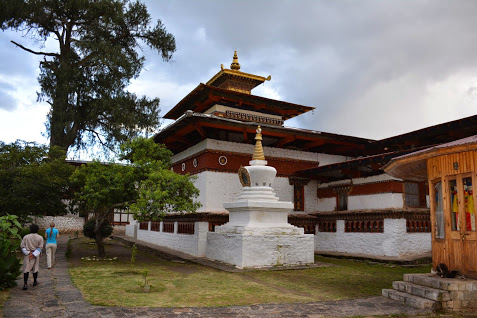
Кьючу Лаканг
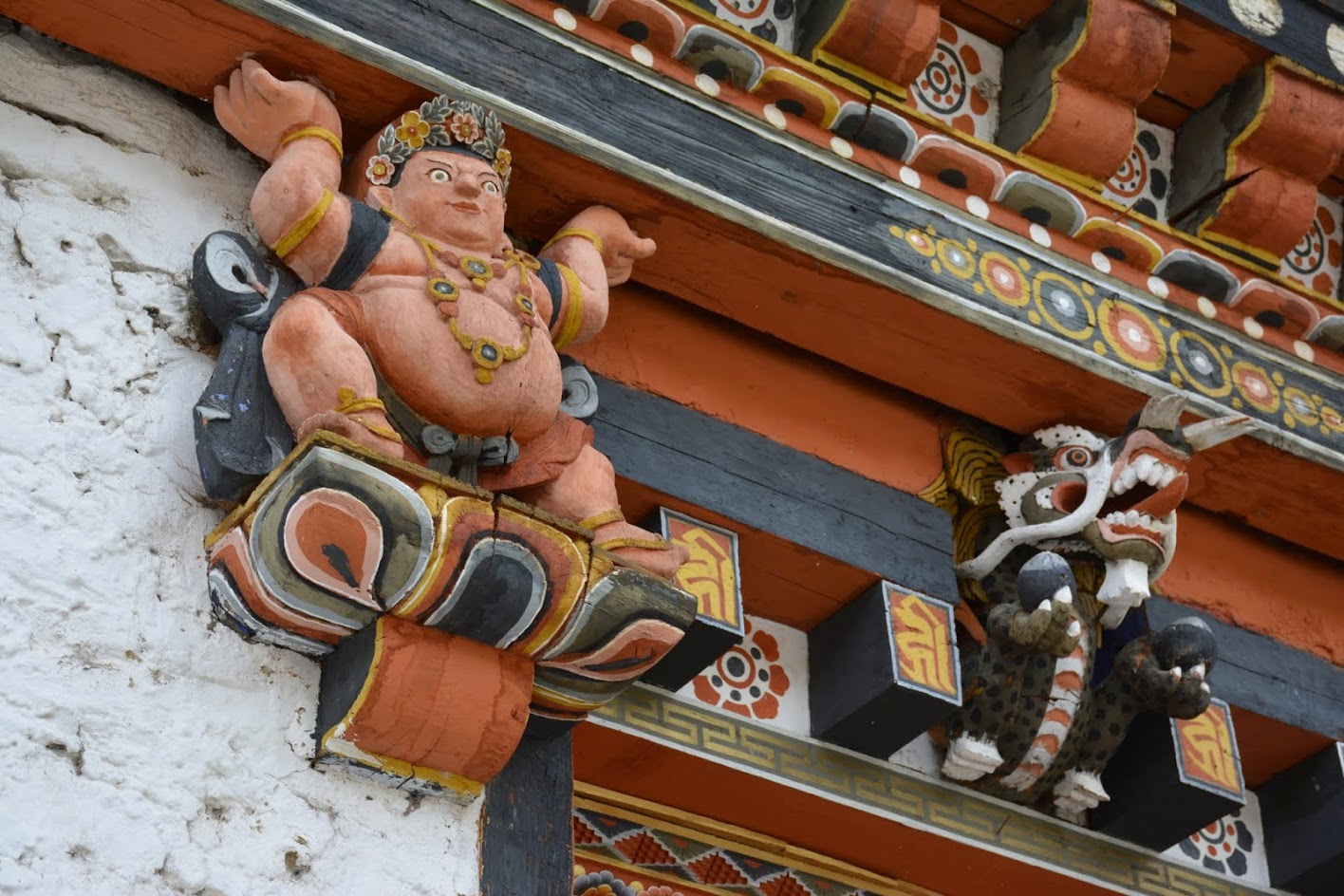
Ринпунг дзонг (деталь)
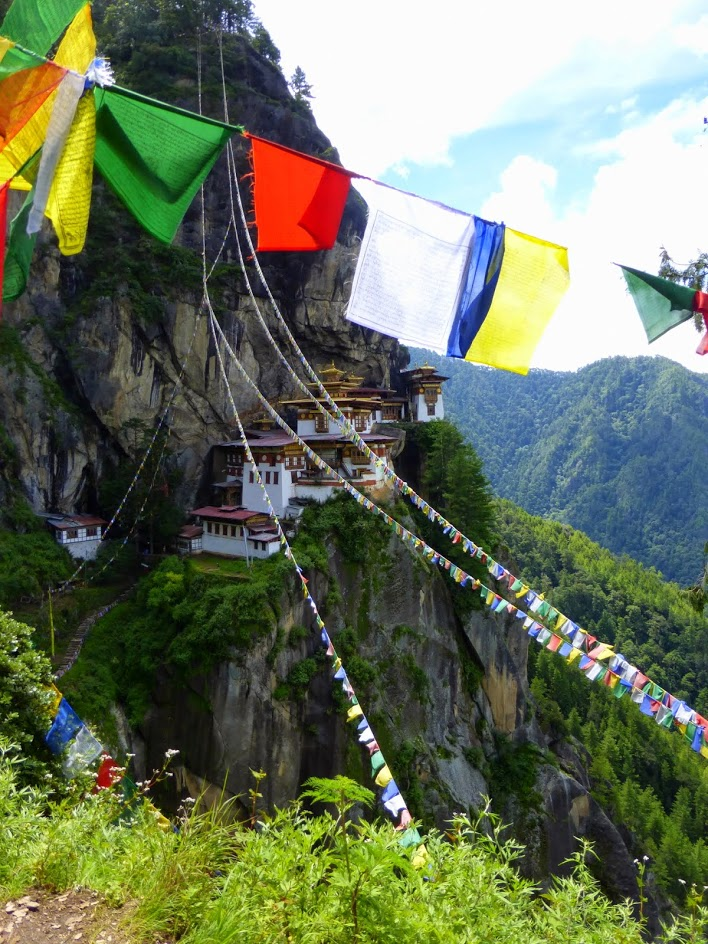
Монастырь Такцанг
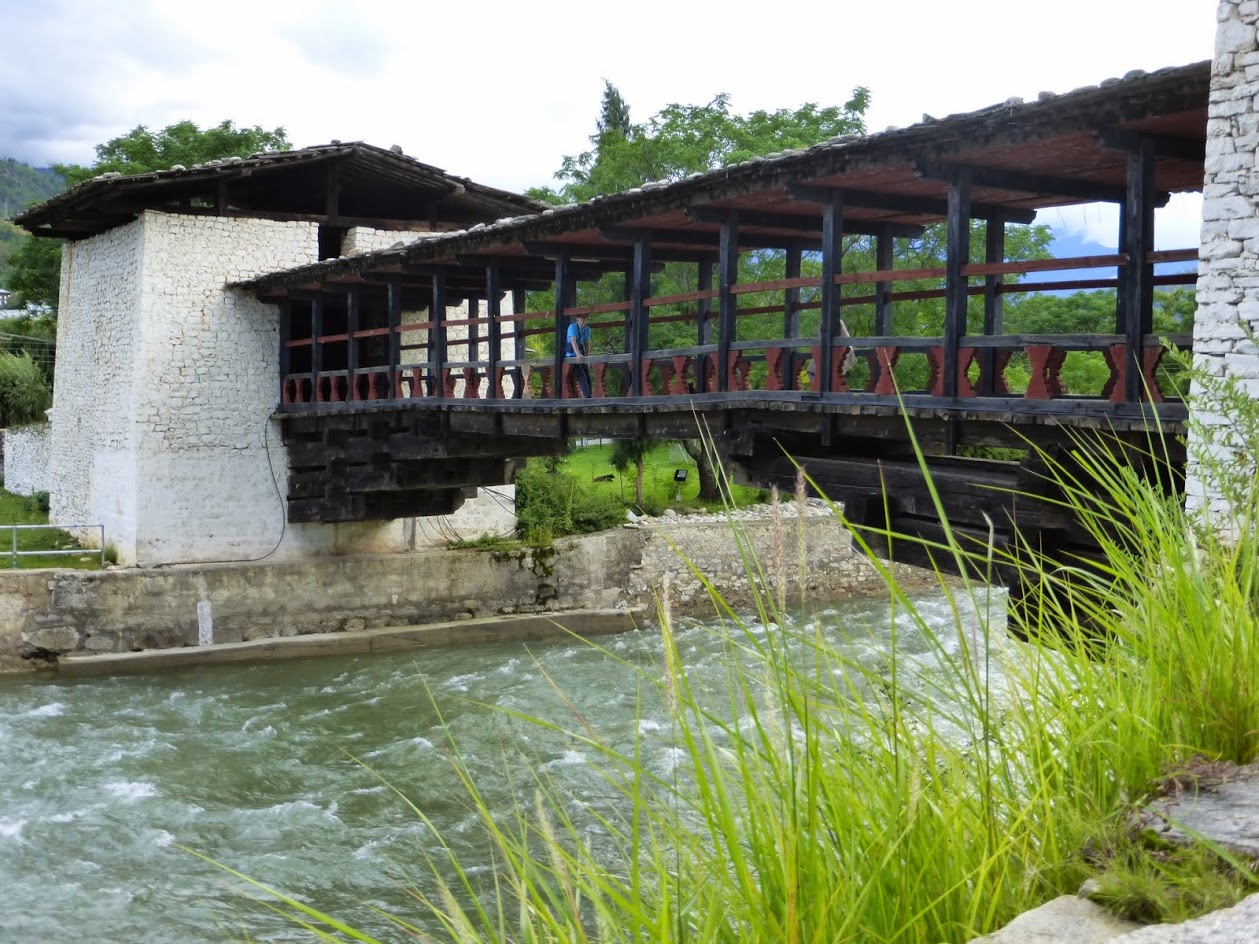
Мост Нямай Зам через реку Паро Чу
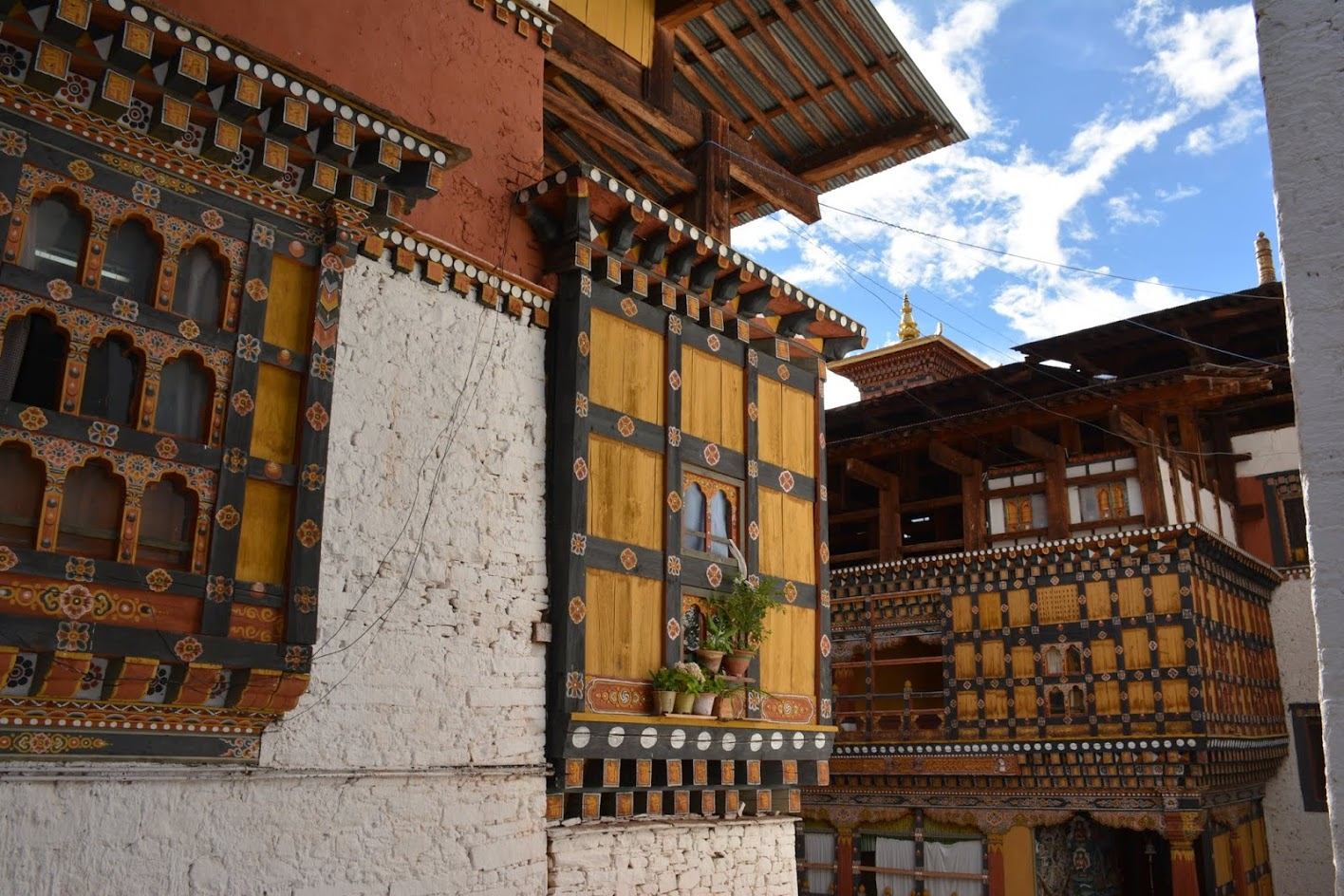
В крепости Ринпунг Дзонг
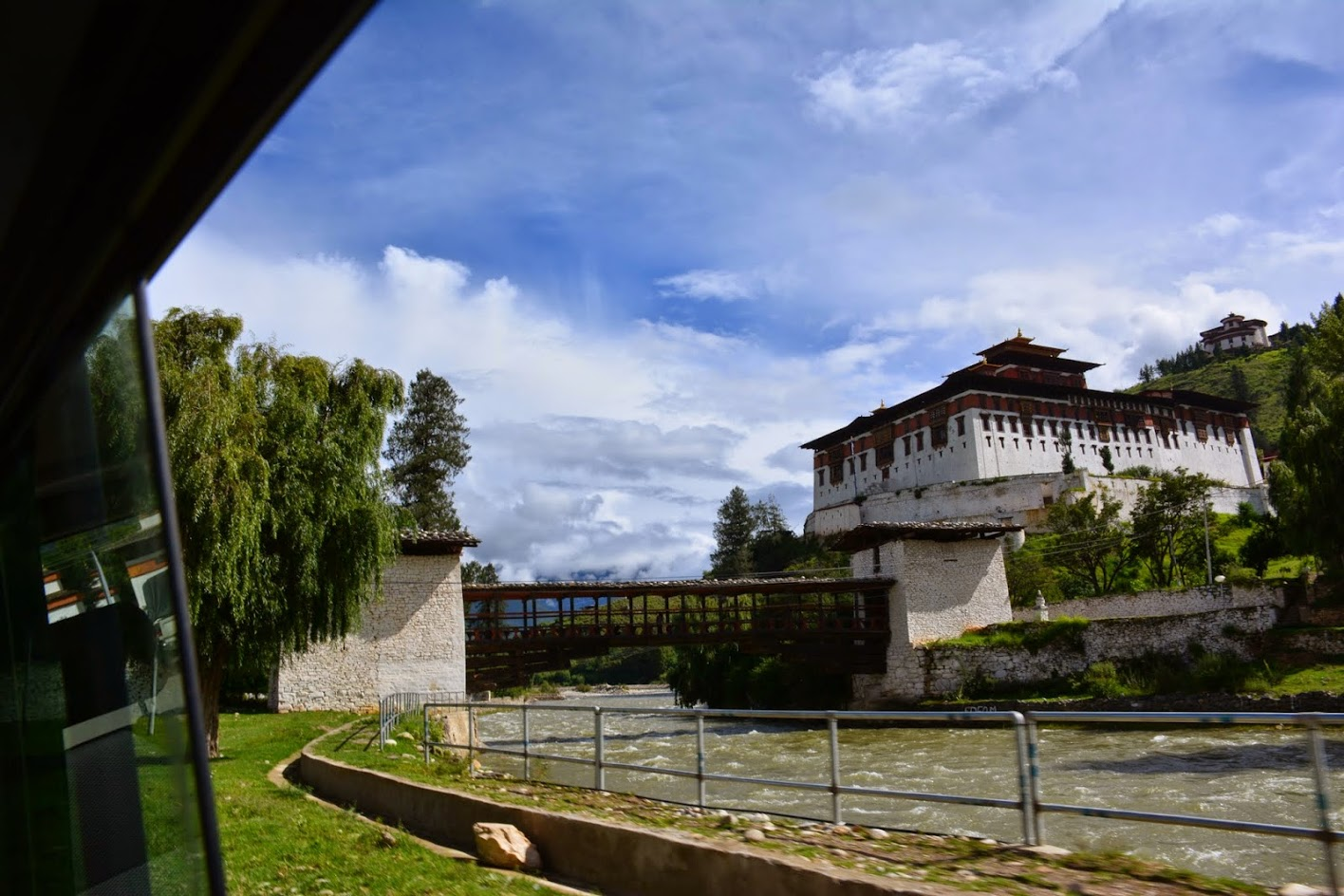
Общий вид крепости Ринпунг Дзонг
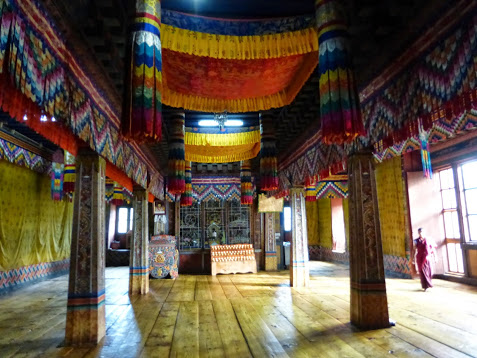
Внутреннее помещение крепости